# AC Petite
AC Petite – mikrosamochód, tylnonapędowy trójkołowiec produkowany w latach 1953 – 1958, przez angielskiego producenta samochodów AC Cars. Wyposażony w jednocylindrowy dwusuwowy silnik. Przystosowany do przewozu dwóch dorosłych osób plus jedno dziecko.

## Historia
Założony w 1901 roku AC Cars to druga najstarsza brytyjska manufaktura produkująca samochody do dziś. Nazwa AC pochodzi od pierwszego seryjnego trójkołowca Autocarrier. Zaprojektowany i wyprodukowany w 1903 roku przez Johna Wellera pojazd okazał się dużym sukcesem na rynku brytyjskim. W 1908 roku na rynek wszedł kolejny trójkołowy pojazd AC o nazwie Sociable. W 1919 roku AC zaprzestał produkcji trójkołowców i powrócił do produkcji samochodów z czterema kołami. W 1953 roku gdy ograniczony dostęp do paliwa w latach 50 XX w. związany z kryzysem Sueskim sprawił, że zaczęto poszukiwać alternatyw dla dużych i paliwożernych samochodów.

## Petite Mark I 1953 - 1955
AC Cars w 1953 roku przedstawiło samochód Petite. Był to trójkołowy pojazd z silnikiem motocyklowym Villers 27B umieszczonym z tyłu o pojemności 346 cm3, który przekazywał moc poprzez łańcuch na tylne, szprychowe koła o średnicy 18 cali. Przód samochodu wyposażony był w jedno koło o średnicy 8 cali. Wszystkie egzemplarze posiadały miękki, materiałowy składany dach, pojedynczą szeroką kanapę dla dwóch osób, 16 calową kierownice z dźwignią zmiany biegów. Lekkie aluminiowe nadwozie. Rama podłogowa zespawana była z karoserią.

## Petite Mark II 1955 – 1958
Rok 1955 przyniósł modernizacje modelu. Całkowicie zmieniono koła samochodu - wszystkie trzy koła od teraz były takie same i miały 12 cali średnicy. Dodano zderzaki i listy ozdobne. Samochód otrzymał nieco większy silnik Villers 28B o pojemności 353 cm3 i mocy 8,25KM.
Do zakończenia produkcji w 1958 roku wyprodukowano około 4000 sztuk pojazdu.

## Cechy
Samochód reklamowany był jako tańsza alternatywa podróżowania niż autobusem lub pociągiem. Cena zakupu w tamtym czasie wynosiła około 300 funtów brytyjskich. Wg producentów samochód był w stanie przejechać 60-70 mil na jednym galonie paliwa.

## Dane techniczne

### Silnik
Jednocylindrowy, dwusuwowy silnik Villers 27B (Mark I) i Villers 28B (Mark II). Średnica cylindra 75 mm. Pojemność skokowa 346 cm3 w wersji Mark I i 353 cm3 w wersji Mark II. Moc znamionowa 8,25 KM przy 3500 obr./min. Smarowanie mieszankowe (1:20); chłodzenie powietrzem za pomocą dmuchawy. Gaźnik Villers s24 poziomy. Instalacja elektryczna 12V. Świeca zapłonowa LODGE HH14, prędkość maksymalna 64 km/h.

### Napęd
Napęd na koła tylne sprzęgło wielotarczowe, przeniesienie napędu za pomocą potrójnego pasa klinowego, skrzynia biegów o trzech przełożeniach. Przeniesienie napędu za pomocą łańcucha.

### Podwozie
Trzykołowe - dwa koła z tyłu, jedno z przodu. Koło przednie zawieszone na resorach śrubowych, koła tylne na wahaczach i resorach śrubowych. Wszystkie koła wyposażone w amortyzatory hydrauliczne. Hamulce hydrauliczne.

### Nadwozie
Zamknięte, dwudrzwiowe. Jedna kanapa dwuosobowa.